# Guadalupe Flores Liera
Guadalupe Flores Liera (Ciudad de México, 1961) es una poeta, cuentista y traductora del griego. Miembro del grupo literario El Comité.

## Trayectoria
Licenciada en Lengua y Literatura Hispánicas por la UNAM. Cursó estudios de griego moderno en el Centro de Lenguas Extranjeras de la UNAM, la Universidad de Tesalónica y la Universidad de Atenas. Entre los medios que ha colaborado se encuentran: El Puro Cuento, Transgresiones, AErea-Revista Hispanoamericana de Poesía, El Tiempo en la Casa, 451EFE, De Largo Aliento y La Digna Metáfora. Ha traducido del griego al español a autores como Nikos Kazantzakis, Giorgos Seferis, Niki Ladaki-Filippou y Vasilis Vasilikós, entre otros. Vive en Grecia desde 2003 y es consejera editorial de la revista El Comité 1973.
En agosto de 2015, la revista Proceso dedicó un artículo a la traducción del libro de poesía de Vasos Lyssaridis, realizada por Flores Liera.

## Obra

### Poesía
- Atravesar la noche. México: Marta Prieto editora. 2001. ISBN 970-92874-0-0.
- El sitio donde nada se levanta. México: Praxis. 2004. ISBN 970-682-193-7.
- Una espera infinita. México: Alforja. 2007. ISBN 968-5189-56-0.
- Mar de vana esperanza. México: Universidad Autónoma de Nuevo León. 2011. ISBN 978-607-433-565-1.
- Alba de otra jornada. México: Ediciones de Ermitaño. 2014 ISBN 978-607-8312-89-4.[5]

### Poesía.- Estudios y crítica
- Lo sagrado en la poesía de Jaime Sabines. Universidad Nacional Autónoma de México. 1996 ISBN 968-36-4911-4.[6][7]

### Poesía.- Traducción
Vasos Lyssaridis: Estaré aquí, Poemas. Universidad Autónoma de Nuevo León.